# Dawn Shaughnessy
Dawn Angela Shaughnessy es una radioquímica estadounidense e investigadora principal del grupo de elementos pesados del Laboratorio Nacional Lawrence Livermore. Estuvo involucrada en el descubrimiento de cinco elementos superpesados con números atómicos del 114 al 118.

## Trayectoria
De pequeña, Shaughnessy quería ser médico pero se interesó en las ciencias en la escuela secundaria y estudió en El Segundo High School. En 1193, obtuvo su licenciatura en Química en la Universidad de California en Berkeley. Se unió al grupo de Darleane C. Hoffman para realizar sus estudios de doctorado, y completó su tesis sobre la fisión retardada del einsteinio en la Facultad de Química de Berkeley en 2000. Ganó un premio que reconoce su fortaleza en la enseñanza de postgrado.
Shaughnessy empezó a trabajar bajo la dirección de Heino Nitsche en el Laboratorio Nacional Lawrence Berkeley al terminar su tesis en el año 2000. Como parte de un esfuerzo del Departamento de Energía de los Estados Unidos para limpiar el medio ambiente de diferentes materiales nocivos, Shaughnessy estudió cómo el plutonio interactúa con los minerales que contienen manganeso.
En 2012 su grupo recibió una beca de 5.000 dólares que donaron al departamento de química de Livermore High School. En 2013,  fue nombrada líder del grupo de nuclear experimental y radioquímica, y ha participado en diversas campañas para celebrar el Mes de la historia de la mujer. En 2014, fue la editora del libro The Chemistry of Superheavy Elements.
Mientras dirigía el grupo de elementos pesados, Shaughnessy se asoció con el Instituto Central de Investigaciones Nucleares, en un equipo que logró identificar cinco nuevos elementos superpesados. Los elementos fueron confirmados por la Unión Internacional de Química Pura y Aplicada (IUPAC) en enero de 2016. Como fueron descubiertos en el laboratorio de Livermore, Shaughnessy nombró al elemento 116 Livermorium. Su trabajo reciente incluye la investigación forense nuclear, en la que se identifican los rastros de material fisible, así como los productos y productos de activación después de una explosión. Su equipo está tratando de automatizar la preparación y detección de muestras, permitiéndoles acelerar su análisis de isótopos.

## Reconocimientos
- 2010 – Premio al Mentor Sobresaliente del Departamento de Energía de los Estados Unidos.[19]
- 2010 – Premio Gordon Battelle al descubrimiento científico.[20]
- 2012 – Incluida en el Salón de la Fama de la Mujer del Condado de Alameda.[21][22]
- 2016 – Premio a la creatividad de la revista Fast Company.[23]
- 2018 – Elegida fellow de la Sociedad Americana de Química.[18]